# Драмгеллер
Драмгеллер (англ. Drumheller) — містечко в Канаді, у провінції Альберта, у складі муніципального району Стерленд.

## Населення
За даними перепису 2016 року, містечко нараховувало 7982 особи, показавши скорочення на 0,6%, порівняно з 2011-м роком. Середня густина населення становила 73,9 осіб/км².
З офіційних мов обидвома одночасно володіли 205 жителів, тільки англійською — 6 935, а 10 — жодною з них. Усього 540 осіб вважали рідною мовою не одну з офіційних, з них 30 — українську.
Працездатне населення становило 4 055 осіб (69,8% усього населення), рівень безробіття — 8,8% (11,8% серед чоловіків та 5,4% серед жінок). 86,1% осіб були найманими працівниками, а 13,1% — самозайнятими.
Середній дохід на особу становив $48 203 (медіана $38 405), при цьому для чоловіків — $58 080, а для жінок $38 639 (медіани — $49 267 та $30 534 відповідно).
31,4% мешканців мали закінчену шкільну освіту, не мали закінченої шкільної освіти — 21,5%, 47,1% мали післяшкільну освіту, з яких 27,2% мали диплом бакалавра, або вищий, 15 осіб мали вчений ступінь.
| Статево-вікова структура населення | Статево-вікова структура населення | Статево-вікова структура населення | Статево-вікова структура населення | Статево-вікова структура населення |
| ---------------------------------- | ---------------------------------- | ---------------------------------- | ---------------------------------- | ---------------------------------- |
|                                    |                                    |                                    |                                    |                                    |
| Всього                             | Всього                             | 53,1%46,9%                         |                                    |                                    |
| 0 — 14 років                       | 0 — 14 років                       |                                    | 15,3%                              | 15,3%                              |
| 15 — 64 років                      | 15 — 64 років                      |                                    | 67,2%                              | 67,2%                              |
| 65 і більше                        | 65 і більше                        |                                    | 17,5%                              | 17,5%                              |
| 85 і більше                        | 85 і більше                        |                                    | 2,6%                               | 2,6%                               |
| 100 і більше                       | 100 і більше                       |                                    | 0,1%                               | 0,1%                               |
| Середній вік (років)               | Середній вік (років)               | 40,643,4                           | 41,9                               | 41,9                               |
| Медіана (років)                    | Медіана (років)                    | 39,444,8                           | 41,8                               | 41,8                               |
| — чоловіки — жінки                 |                                    |                                    |                                    |                                    |

| Походження мешканців:     | Походження мешканців:     | Походження мешканців: | Походження мешканців: | Походження мешканців: |
| ------------------------- | ------------------------- | --------------------- | --------------------- | --------------------- |
| Походження                |                           |                       | осіб                  | %                     |
| Корінні американці        | Корінні американці        |                       | 475                   | 5.95%                 |
| Інше північноамериканське | Інше північноамериканське |                       | 2 390                 | 29.94%                |
| Європейське               | Європейське               |                       | 5 400                 | 67.65%                |
| британське                | британське                |                       | 3 595                 | 45.04%                |
| французьке                | французьке                |                       | 665                   | 8.33%                 |
| українське                | українське                |                       | 620                   | 7.77%                 |
| Латинськоамериканське     | Латинськоамериканське     |                       | 30                    | 0.38%                 |
| Карибське                 | Карибське                 |                       | 20                    | 0.25%                 |
| Африканське               | Африканське               |                       | 45                    | 0.56%                 |
| Азійське                  | Азійське                  |                       | 465                   | 5.83%                 |

| Зайнятість населення за галузями (за класифікацією NOC): | Зайнятість населення за галузями (за класифікацією NOC): | Зайнятість населення за галузями (за класифікацією NOC): | Зайнятість населення за галузями (за класифікацією NOC): | Зайнятість населення за галузями (за класифікацією NOC): |
| -------------------------------------------------------- | -------------------------------------------------------- | -------------------------------------------------------- | -------------------------------------------------------- | -------------------------------------------------------- |
|                                                          |                                                          |                                                          |                                                          |                                                          |
| Управління                                               | Управління                                               |                                                          | 10,2%                                                    | 10,2%                                                    |
| Бізнес, фінанси та адміністрування                       | Бізнес, фінанси та адміністрування                       |                                                          | 14,1%                                                    | 14,1%                                                    |
| Природничі та прикладні науки                            | Природничі та прикладні науки                            |                                                          | 3,5%                                                     | 3,5%                                                     |
| Охорона здоров'я                                         | Охорона здоров'я                                         |                                                          | 7,2%                                                     | 7,2%                                                     |
| Освіта, правозахист, муніципальні та урядові служби      | Освіта, правозахист, муніципальні та урядові служби      |                                                          | 12,4%                                                    | 12,4%                                                    |
| Мистецтво, культура, відпочинок та спорт                 | Мистецтво, культура, відпочинок та спорт                 |                                                          | 2%                                                       | 2%                                                       |
| Роздрібна торгівля та послуги                            | Роздрібна торгівля та послуги                            |                                                          | 24%                                                      | 24%                                                      |
| Гуртова торгівля, транспорт та обладнання                | Гуртова торгівля, транспорт та обладнання                |                                                          | 15,5%                                                    | 15,5%                                                    |
| Природні ресурси, сільське господарство                  | Природні ресурси, сільське господарство                  |                                                          | 6,6%                                                     | 6,6%                                                     |
| Виробництво                                              | Виробництво                                              |                                                          | 4,5%                                                     | 4,5%                                                     |

## Клімат
Середня річна температура становить 3,9°C, середня максимальна – 23,8°C, а середня мінімальна – -19,3°C. Середня річна кількість опадів – 373 мм.
| Клімат поселення                              | Клімат поселення | Клімат поселення | Клімат поселення | Клімат поселення | Клімат поселення | Клімат поселення | Клімат поселення | Клімат поселення | Клімат поселення | Клімат поселення | Клімат поселення | Клімат поселення | Клімат поселення |
| Показник                                      | Січ.             | Лют.             | Бер.             | Квіт.            | Трав.            | Черв.            | Лип.             | Серп.            | Вер.             | Жовт.            | Лист.            | Груд.            |                  |
| Середній максимум, °C                         | −5,61            | −1,82            | 4,01             | 12,18            | 18,35            | 22,53            | 23,78            | 23,35            | 17,93            | 11,44            | 2,00             | −4,6             |                  |
| Середня температура, °C                       | −12,47           | −8,66            | −2,83            | 5,32             | 11,48            | 15,66            | 17,84            | 17,39            | 11,98            | 5,50             | −3,95            | −10,57           |                  |
| Середній мінімум, °C                          | −19,33           | −15,54           | −9,7             | −1,56            | 4,62             | 8,80             | 11,87            | 11,43            | 6,01             | −0,46            | −9,92            | −16,54           |                  |
| Норма опадів, мм                              | 13               | 11               | 17               | 25               | 48               | 69               | 60               | 51               | 40               | 14               | 13               | 12               |                  |
| Середньомісячна швидкість вітру, м/с          | 3.77             | 3.65             | 3.98             | 4.18             | 4.14             | 3.80             | 3.44             | 3.30             | 3.60             | 3.90             | 4.05             | 3.86             |                  |
| Середньомісячна сонячна радіація, кДж/м²·день | 3930             | 7365             | 12596            | 17365            | 20781            | 22174            | 23094            | 19602            | 13629            | 8254             | 4280             | 3016             |                  |
| --------------------------------------------- | ---------------- | ---------------- | ---------------- | ---------------- | ---------------- | ---------------- | ---------------- | ---------------- | ---------------- | ---------------- | ---------------- | ---------------- | ---------------- |
| Джерело:                                      |                  |                  |                  |                  |                  |                  |                  |                  |                  |                  |                  |                  |                  |

## Визначні місця
- Провінційний парк «Мідленд»
- Королівський Тіррелівський музей
- Найбільший у світі динозавр

## Галерея

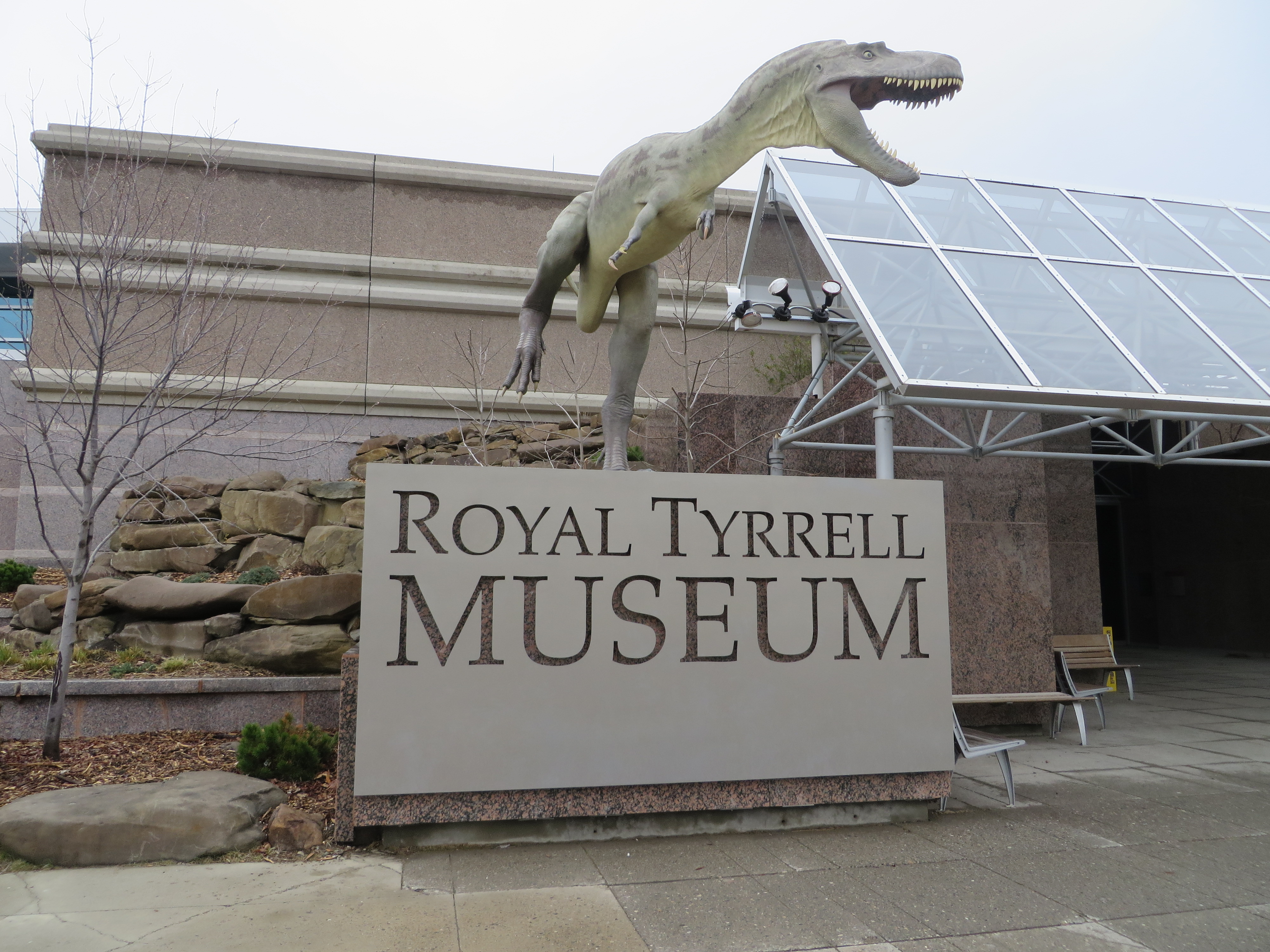
Королівський Тіррелівський музей
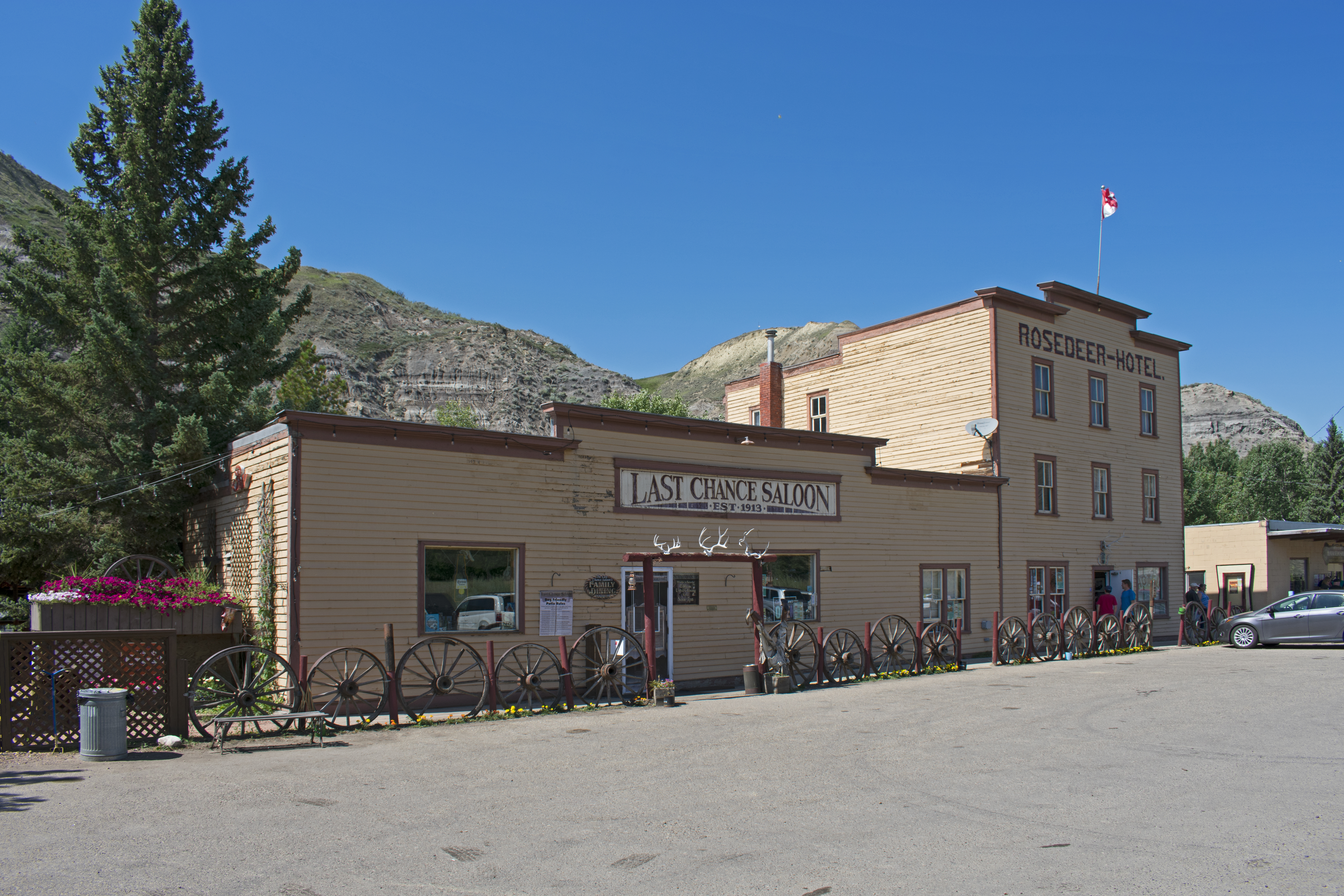
Готель «Rosedeer»
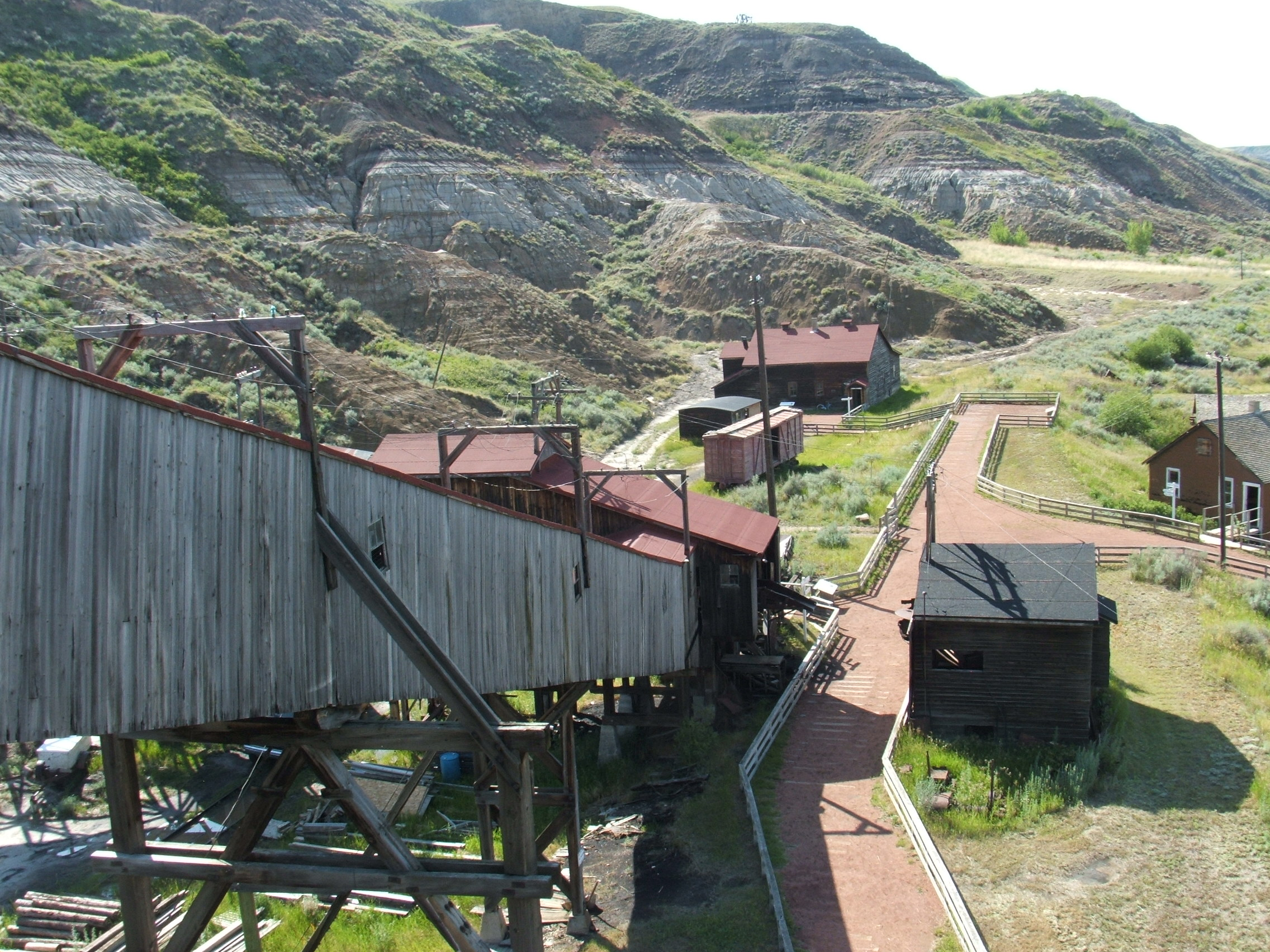
Вугільна шахта «Атлас»